# TMEM186
TMEM186 (англ. Transmembrane protein 186) – білок, який кодується однойменним геном, розташованим у людей на 16-й хромосомі. Довжина поліпептидного ланцюга білка становить 213 амінокислот, а молекулярна маса — 24 893.
| 10         |  | 20         |  | 30         |  | 40         |  | 50         |
| ---------- |  | ---------- |  | ---------- |  | ---------- |  | ---------- |
| MAALLRAVRR |  | FRGKAVWERP |  | LHGLWCCSGQ |  | EDPKRWVGSS |  | SPISKEKLPN |
| AETEKFWMFY |  | RFDAIRTFGF |  | LSRLKLAQTA |  | LTVVALPPGY |  | YLYSQGLLTL |
| NTVCLMSGIS |  | GFALTMLCWM |  | SYFLRRLVGI |  | LYLNESGTML |  | RVAHLNFWGW |
| RQDTYCPMAD |  | VIPLTETKDR |  | PQEMFVRIQR |  | YSGKQTFYVT |  | LRYGRILDRE |
| RFTQVFGVHQ |  | MLK        |  |            |  |            |  |            |

A: Аланін

C: Цистеїн

D: Аспарагінова кислота

E: Глутамінова кислота

F: Фенілаланін

G: Гліцин

H: Гістидин

I: Ізолейцин

K: Лізин

L: Лейцин

M: Метіонін

N: Аспарагін

P: Пролін

Q: Глутамін

R: Аргінін

S: Серин

T: Треонін

V: Валін

W: Триптофан

Локалізований у мембрані.